# Tavignano
Tavignano (kors. Tavignanu) – rzeka we Francji, na Korsyce, w departamencie Górna Korsyka. Długość rzeki wynosi 88,7 km, a powierzchnia jej dorzecza 693 km².
Źródło rzeki znajduje się na zboczu szczytu Bocca a Reta, w środkowej części wyspy. Rzeka płynie w kierunku wschodnim i południowo-wschodnim. Uchodzi do Morza Tyrreńskiego na terenie gminy Aléria.
Nad rzeką położone jest miasto Corte.